# Ян Фридерик Сапіга (канцлер)
Ян Фридерик Сапіга (пол. Jan Fryderyk Sapieha; нар. 18 жовтня 1680, Добратиче — пом. 6 липня 1751, Лісоводи) — державний діяч і письменник Речі Посполитої. З 1698 року — староста берестейський, в 1711—1712 — каштелян мінський, в 1716—1735 — каштелян троцький, з 1735 — великий канцлер литовський, з 1739 року також староста пропойський.

## Біографія
Ян Фридерик Сапіга народився 18 жовтня 1680 року в селі Добратичів.
Представник коденської лінії знатного литовського магнатського роду Сапіг герба «Лис». Старший син троцького воєводи Казимира Владислава Сапіги (1650—1703) і Франциски Копець (1659—1690).
Навчався в єзуїтському колегіумі в Бресті, продовжив свою освіту в Любліні та Варшаві. У 1697 році отримав посаду старости брестського. У 1700—1702 роках подорожував за кордоном, відвідав Пруссію, Саксонію, Австрію, Францію, Голландію та Англію.
Під час Північної війни (1700—1721) Ян Фредерік Сапіга спочатку був на боці польського короля Августа Сильного і приєднався до Сандомирської конфедерації. У 1706 році перейшов на бік шведського ставленика Станіслава Лещинського, від якого отримав посаду рефендаря великого князя литовського (1706—1709). У 1709 році після повернення на польський трон Августа Сильного отримав амністію. У 1711—1712 роках — каштелян мінський. У 1716 році отримав посаду каштеляна троцького. У 1717 році активно виступав проти присутності російських військ на території Речі Посполитої і приєднався до Тарноградської конфедерації, створеної противниками Августа Сильного.
Обирався послом на сейми, був депутатом Трибуналу Великого князівства Литовського. На сеймах виступав проти втручання Росії у внутрішні справи Речі Посполитої через підтримку православних і за збереження Річчю Посполитої нейтралітету в міжнародній політиці. У 1726 році став кавалером Ордена Білого Орла, в 1729 році — маршалок Литовського Трибуналу.
У 1733 році каштелян троцький Ян Фредерік Сапега підписав елекцію (обрання на престол) Станіслава Лещинського, потім перейшов на бік саксонського курфюрста Августа III, який у листопаді 1735 року передав йому посаду канцлера великого литовського. У 1739 році придбав пропойське староство.
Йому належали Кодно, Дорогостаї, Муравиця, Копили, Чорнобиль та інші маєтки.

## Сім'я
У 1717 році одружився з Констанцією Радзивілл (1697—1756), другою дочкою канцлера великого литовського Кароля Станіслава Радзивілла (1669—1719) і Анни Катерини Сангушко (1676—1746), молодшою сестрою великого гетьмана литовського Михайла Казимира Радзивілла «Рибоньки». У шлюбі не мав дітей.
Поховали Я. Ф. Сапігу в костел Святої Анни в Кодні.